# Sexto Pomponio
Sexto Pomponio fue un jurista romano del siglo II que también se dedicó a la enseñanza y supuestamente, con controversias, fue también titular del ius respondendi (autorización a determinados juristas para dar opiniones en nombre del emperador) durante el reinado de los emperadores Adriano, Antonino Pío y Marco Aurelio. Es renombrado, sobre todo, por su libro jurídico, conocido como el Enchiridion.

## Biografía
Se desconocen muchos hechos de su vida. Algunos estudiosos franceses, a través del análisis de fragmentos de las obras que han llegado hasta nosotros, estiman su nacimiento en las primeras décadas del siglo II. Sus maestros fueron Neracio Prisco y Juvencio Celso Hijo.
Según su primera historiografía, no existe rastro en las fuentes de sus posiciones políticas, ni se menciona entre los juristas del ius publice respondendi. Por esto, la hipótesis más probable es que se limitó a la enseñanza y la escritura de obras jurídicas hasta la edad de 78 años.
Según otros estudiosos alemanes, hay pruebas y testimonios que Pomponio fue contemporáneo (pero más joven) de Gayo, del que fue colega y rival e indican hipotéticamente que su fecha de nacimiento fue en el año 115, aunque dudan sobre la duración de la vida del jurista.
También existe alguna evidencia histórica sobre su supuesta pertenencia a la escuela de los Sabinianos, aunque también, otros se inclinan en que se mantuvo ajeno a la controversia entre Sabinianos y Proculeyanos.

## Obra
Fue un autor muy prolífico, recopilando y reorganizando diversos materiales de jurisprudencia. Es uno de los principales autores citados en el Digesto y los Corpus iuris civilis (más de quinientas citas más o menos largas). En uno de sus pasajes (Dig. 45, 3, 39) parece presentarle asociado a Gayo.
De su extensa obra legal, de la que solo quedan fragmentos, son conocidos los siguientes títulos:
- El Enchiridion, un manual compilado con el propósito de enseñar, de fecha incierta (tal vez alrededor del 150, durante el reinado de Antonino Pío). Los compiladores recibieron dos copias de la obra:

- el liber singularis enchiridii (manual en un solo volumen) que contiene una breve historia del derecho romano desde sus orígenes hasta comienzos del siglo II.
- los libri duo enchiridii (manual en dos volúmenes), ambos en mal estado.

Para explicar la existencia de los dos ejemplares, se conjetura que el liber singularis contiene un extracto del libri duo enchiridii. A su vez, el manual está dividido en tres partes: 
- Magistratum nomina et origo, sobre la historia de la magistratura y la evolución de la jurisdicción.
- Ius origo et processus, sobre el nacimiento del derecho y el desarrollo de las fuentes.
- Auctorum successio, sobre la historia de la ciencia jurídica basada en el estudio de juristas singulares.

- Un comentario Ad Edictum (en relación con el ius praetorium) en 150 libros, hoy perdido.
- 41 libros titulados Variae lectionis.
- El liber singularis regularum, recolección de sentencias de derecho.
- Los Libri ad Sabinum, comentario en profundidad organizado en forma enciclopédica de 35 libros del iuris civilis libri tres del jurista romano Masurio Sabino, compuesto en el reinado de Adriano.
- Los libri ad Quintum Mucium, comentario en profundidad organizado en forma enciclopédica en 39 libros sobre los Iuris civilis libri XVIII del jurista romano Quinto Mucio Escévola, compuesto en el reinado de Antonino Pío.
- Los libri ex Plautio.
- Revisión del Edicto perpetuo, conocido solo a través de la obra de Ulpiano, quien hizo gran uso del mismo.
- Recolección de cartas (Epistulæ).

Un amplio fragmento del Enchiridion, tomado del capítulo De Origine Juris, y transmitido en el primer libro del Digesto de Justiniano es la fuente autorizada para el conocimiento de la jurisprudencia romana del período tardorepublicano y el período clásico.